# 锡斯泰讷拉福雷
锡斯泰讷拉福雷（法語：Cisternes-la-Forêt，法語發音：[sistɛʁn la fɔʁɛ]）是法国多姆山省的一个市镇，属于里永区。

## 地理
锡斯泰讷拉福雷（45°47'25"N, 2°42'18"E）面积33.58 平方千米，位于法国奥弗涅-罗讷-阿尔卑斯大区多姆山省，该省份为法国中南部省份，北起阿列省接壤，东临卢瓦尔省，南至上盧瓦爾省和康塔爾省，西接科雷兹省和克勒兹省。
与锡斯泰讷拉福雷接壤的市镇（或旧市镇、城区）包括：布罗蒙拉莫特、孔布拉耶、热勒、拉古泰勒、蓬托米尔、普龙迪讷、圣伊莱尔莱蒙日。

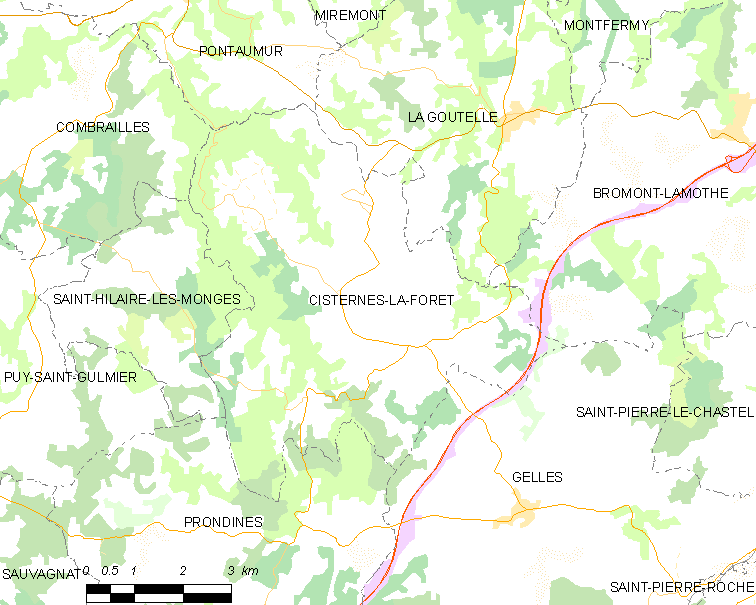
锡斯泰讷拉福雷的OSM定位图

锡斯泰讷拉福雷的时区为UTC+01:00、UTC+02:00（夏令时）。

## 行政
锡斯泰讷拉福雷的邮政编码为63740，INSEE市镇编码为63110。

## 政治
锡斯泰讷拉福雷所属的省级选区为圣乌尔斯县。

## 人口

1962-2008年间锡斯泰讷拉福雷人口变化图示

锡斯泰讷拉福雷于2022年1月1日时的人口数量为450人。